# Mys Sjmidta
Mys Sjmidta (Russisch: Мыс Шмидта; "Kaap Schmidt") is een nederzetting met stedelijk karakter in het noorden van de Russische autonome okroeg Tsjoekotka. Het vormt sinds 2008 een gorodskoje poselenieje binnen het district Ioeltinski. Daarvoor was het een aantal decennia het bestuurlijk centrum van het voormalige district Sjmidtovski. De plaats telde 709 inwoners bij de laatste volkstelling in 2002 tegen nog 4.587 bij de volkstelling van 1989, een daling van bijna 85% in 13 jaar. In 2008 was de bevolking verder gedaald tot 509 personen. De plaats is vernoemd naar de Russische poolonderzoeker Otto Schmidt.

## Geografie
De plaats ligt op een schoorwal aan de kust van de Tsjoektsjenzee (onderdeel van de Noordelijke IJszee), ten zuiden van het eiland Wrangel, op ongeveer 650 kilometer van het okroegcentrum Anadyr. De schoorwal, die naar het noordwesten toe uitloopt in Kaap Schmidt (Mys Sjmidta), scheidt de lagune Atakan (of Kelmantagen) van de zee en beschermt de Luchthaven Mys Sjmidta tegen de verwoestende effecten van de oceaan. Iets ten noordwesten van de plaats ligt het Tsjoektsjendorp Ryrkajpi.
De plaats is over een deels onverharde en deels winterweg verbonden met Ioeltin dat een trans-Tsjoekotkaanse wegverbinding heeft met Evekinot (350 km). Een deels onverharde (235 km) en deels winterweg (199 km - totaal 435 km) verbindt de plaats met de in 1998 gesloten mijnwerkersplaats Komsomolski en een winterweg verbindt het met het 220 kilometer westelijker gelegen dorp Billings. De plaats vormt de uitvalsbasis voor tochten naar de nu verlaten noordwestelijker gelegen mijnwerkersplaatsen Leningradski en Poljarny.
Vanuit de voormalige militaire luchthaven (15 tot 20 minuten per bus vanuit Mys Sjmidta) worden door de regionale luchtvaartmaatschappij Chukotavia verbindingen onderhouden met Anadyr (478 km).
Bij de plaats ligt verder een weerstation en (sinds 1978) de drijvende elektriciteitscentrale "Noorderlicht". Ten westen van Mys Sjmidta ligt het in de jaren 1990 gesloten straalstation Redoektor (18/103; o.b.v. troposferische propagatie).

### Klimaat
Het klimaat aan de noordkust van Tsjoekotka rond Mys Sjmidta is strenger dan in Alaska en varieert bovendien sterk over het jaar. De gemiddelde julitemperatuur in het voormalige district Sjmidtovski varieert tussen de +4°C en +14°C en de gemiddelde januaritemperatuur tussen de −18°C en −42°C. De plaats staat onder sterke invloed van de zee met veel wind en storm.
| Maand                                                         | jan   | feb   | mrt   | apr   | mei  | jun  | jul | aug  | sep  | okt   | nov   | dec   | Jaar  |
| ------------------------------------------------------------- | ----- | ----- | ----- | ----- | ---- | ---- | --- | ---- | ---- | ----- | ----- | ----- | ----- |
| Gemiddeld maximum (°C)                                        | −20   | −22,8 | −20,6 | −13,3 | −3,3 | 3,9  | 7,8 | 5,6  | 1,6  | −5    | −13,3 | −17,2 | −8,3  |
| Gemiddeld minimum (°C)                                        | −27,8 | −30   | −28,9 | −21,6 | −10  | 0    | 0,6 | 0    | −2,2 | −11,1 | −18,9 | −26,7 | −14,4 |
|                                                               |       |       |       |       |      |      |     |      |      |       |       |       |       |
| Neerslag (mm)                                                 | 15,2  | 10,2  | 5,1   | 10,2  | 7,6  | 15,2 | 33  | 40,6 | 30,5 | 22,9  | 27,9  | 10,2  | 228,6 |
| Bron: (en) Weather Reports - Weather Averages for Mys Shmidta |       |       |       |       |      |      |     |      |      |       |       |       |       |

De arctische omstandigheden rond de plaats zorgden in 1983 voor problemen voor de scheepvaart, toen de winter eerder bleek in te vallen dan was voorspeld. In augustus daalde de temperatuur toen sterk, waardoor het ijs in de Straat Long sterk toenam. Door de noordelijke wind werd het schelfijs bij het eiland Ajon naar de Tsjoekotkaanse kust gedreven. Mys Sjmidta en andere havens moesten daardoor eerder sluiten. Tegen oktober was het ijs zover gegroeid dat een konvooi schepen halverwege Kaap Schmidt en Kaap Vankarem vast kwam te zitten in het pakijs in de Tsjoektsjenzee, waaronder de vrachtschepen Nina Sagajdak en Kamensk-Oeralski, de atoomijsbrekers Kapitan Sorokin en Vladivostok. De schepen botsten hierdoor op elkaar. De Nina Sagajdak liep hierdoor zoveel schade op dat ze zonk, als eerste sovjetschip sinds het zinken van de Vitimles in 1963. De overige schepen werden gered door te hulp geschoten ijsbrekers en naar de rand van het pakijs gesleept. Tijdens deze winter was alleen Pevek opengebleven en kreeg daardoor te kampen met een groot aantal schepen en had eigenlijk te weinig ruimte om alle goederen (waarvan een deel eigenlijk helemaal niet bedoeld was om te worden ingevroren) op te slaan.

## Geschiedenis
De plaats werd gesticht in 1931 als poolstation aan de Noordelijke Zeeroute. In 1934 werd een vliegveld aangelegd op de kaap in verband met de reddingsactie rond het stoomschip Tsjeljoeskin, waarbij de kaap naar Otto Schmidt werd vernoemd en de plaats dus ook als zodanig. Ter ere van Schmidt bevindt zich een herdenkingsteken aan de ingang naar de plaats.
Later werd nabij de plaats (Leningradski en Poljarny) begonnen met het delven van tin en goud, waarbij Mys Sjmidta functioneerde als logistiek centrum met de buitenwereld. Het gebied ontwikkelde zich net als plekken als bijvoorbeeld Nordvik en de Maria Prontsjisjtsjevabaai onder invloed van de in dienst stelling van de eerste ijsbrekers op de Noordelijke Zeeroute. Tussen 1939 en 1940 werd er een radiozendstation geopend. Tevens werd er een ertsverwerkende fabriek (kombinat) opgezet.

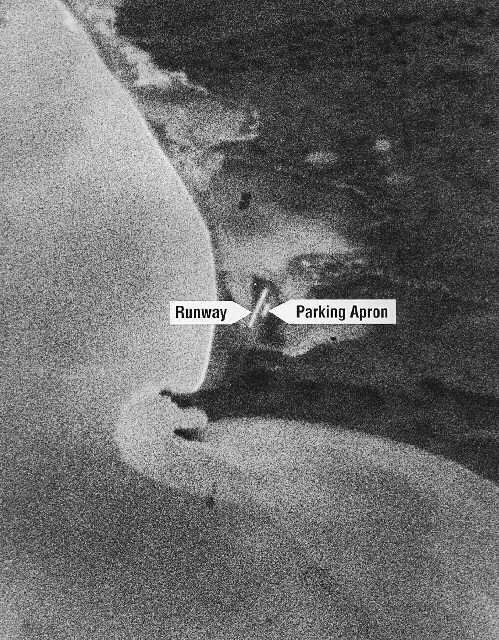
De aanleg van de vliegbasis ontging de Amerikanen niet: Het eerste beeld dat spionagesatelliet CORONA (mede in 1959 de lucht ingeschoten om de bommenwerpervliegbases van de sovjets te achterhalen) in 1961 doorstuurde was deze korrelige foto van de vliegbasis.

In 1954 werd op 3 kilometer ten zuiden van Mys Sjmidta de vooruitgeschoven vliegbasis Mys Sjmidta opgezet als onderdeel van het luchtverdedigingssysteem van de Sovjet-Unie boven het noordpoolgebied door middel van strategische bommenwerpers. Bij Mys Sjmidta werd ook een afdeling van de Vojska PVO (luchtverdediging) gestationeerd. In de plaats werden een banja, school, ziekenhuis, café en andere voorzieningen gebouwd.
In 1962 kreeg de plaats de status van nederzetting met stedelijk karakter en in 1973 werd de plaats aangewezen als bestuurlijk centrum van het gelijknamige district Sjmidtovski, dat uit het district Ioeltinski was geformeerd. Toen de Sovjet-Unie de focus van bommenwerpers naar intercontinentale raketten (ICBM's) verplaatste in de jaren 1960 werden de vooruitgeschoven bases van minder belang en met de opheffing van de Sovjet-Unie in 1990 en het opraken van de militaire overheidsgelden verdween ook de militaire functie voor dit dure afgelegen vliegveld (waarvoor nog een verlenging van de landingsbaan was voorzien).
In de jaren 1990 werden ook de nabijgelegen mijnen onrendabel als gevolg van de perestrojka en sloten. Dit zorgde voor een massale bevolkingsexodus, waarbij in minder dan 20 jaar tijd meer dan 90% van de bevolking van Mys Sjmidta vertrok en ook de omliggende regio leegliep (−83% tussen 1989 en 2002). De bevolking van Mys Sjmidta is hiermee tot onder het niveau van het nabijgelegen Ryrkajpi gedaald en de kinderen uit de plaats worden sinds een aantal jaar daarheen gestuurd om onderwijs te volgen. Ook het ziekenhuis in de plaats is inmiddels gesloten. Hele wijken, barakken en andere gebouwen staan leeg en overal liggen resten van menselijke aanwezigheid, zoals verroeste vaten en bouwwerken.
In 2008 werd het district Sjmidtovski weer samengevoegd met het district Ioeltinski (tot district Vostosjny - later dat jaar terug hernoemd tot Ioeltinski) en werd Mys Sjmidta aangewezen als gorodskoje poselenieje hierbinnen.
De controversiële voormalige bisschop van Tsjoekotka Diomid (2000-2008) woont in de plaats. Hij liet er in 1991 een kerk bouwen.
| 1970  | 1979  | 1989  | 2002 |
| ----- | ----- | ----- | ---- |
| 1.818 | 3.307 | 4.587 | 705  |

## Economie en vervoer

### Haven
De haven van Mys Sjmidta is meestal geopend tussen juli en september, maar de wateren rond de haven zijn ondiep, waardoor grotere schepen er niet aan kunnen meren. De haven wordt bestuurd door het Russische bedrijf Almazzoloto ("diamant-goud") en de Tsjoekotkaanse overheid.
Mys Sjmidta vormde in de Sovjet-Unie een van de belangrijke noordelijke havens van Tsjoekotka, hoewel de goederenoverslag er nooit zo groot was als bij Pevek. Met de val van de Sovjet-Unie verdween echter de mijnbouw en daarmee een belangrijke functie van de haven. In 1987 werd er nog 291.400 ton overgeslagen. in 1991 was de import van brandstof teruggelopen tot 30.000 ton. In 1997 daalde de overslag tot minder dan 50.000 ton, gevolgd door een nog dramatischer daling in 1998, toen niet veel meer dan 1.000 ton werd overgeslagen. In 2001 was de overslag echter weer gestegen tot 53.600 ton. Door de economische malaise verdwenen investeringen in de haven grotendeels, waardoor de kansen van de haven ook onder druk zijn komen te staan.
De haven vervult sinds de sluiting van de mijnbouw in 1998 nu grotendeels de functie van importhaven voor levensmiddelen en brandstof voor de plaats zelf en omringende nederzettingen. In 1997 werd in het kader van een federaal programma een noodzendstation gebouwd bij Mys Sjmidta (en andere havens langs de Noordelijke Zeeroute) voor snellere noodhulp op zee en voor salvage.

### Overige activiteiten
Met het verdwijnen van de mijnbouw verdwenen ook de meeste Russen uit de plaats, waardoor de bevolking nu grotendeels bestaat uit Tsjoektsjen en andere noordelijke Siberische volken. In de buurt van de plaats bevinden zich twee rendierhouderijen (sovchozen), waar met name Tsjoektsjen actief zijn. Verder wordt door hen in de buurt van de plaats op kleine schaal nog goud gewonnen (1625 kg in 2005).

## Cultuur
Mys Sjmidta vormt een uitvalsbasis voor tochten naar het natuurreservaat op het eiland Wrangel (UNESCO-werelderfgoedmonument), waarvan het kantoor zich in Mys Sjmidta bevindt.
Bestuurlijk centrum: Egvekinot

Amgoeëma · Billings · Ioeltin(†) · Konergino · Leningradski(†) · Mys Sjmidta · Noetepelmen · Oeëlkal · Oesjakovskoje(†) · Ozjorny · Poljarny(†) · Ryrkajpi · Vankarem · Vostotsjny(†)